# 桜庭遥花
桜庭 遥花（さくらば はるか、2006年〈平成18年〉1月29日 - ）は、日本のアイドル、ファッションモデル。CUTIE STREETおよびPiKiのメンバー、『LARME』のレギュラーモデル。アソビシステム所属。北海道岩見沢市出身。

## 略歴
2023年
サバイバルオーディション番組『PRODUCE 101 JAPAN THE GIRLS』に練習生として参加。最終順位19位。
2024年
3月、『LARME』060 Spring にて雑誌デビュー。6月、『LARME』のレギュラーモデルとなることが決定し、『LARME』061 Summer にて単独表紙を飾った。
6月17日、アソビシステムに所属。7月30日、同事務所のアイドルプロジェクト『KAWAII LAB.』のアイドルグループ『CUTIE STREET』のメンバーとなる。
9月6日から23日にかけて、札幌PARCOとタイアップしたファッションキャンペーン『CUTEST me ever』が開催された。
2025年
1月29日、19歳の誕生日にプロデュースカラコン『courage -クラージュ-』が4色発売。
3月10日、自身初かつグループ初の生誕祭が恵比寿The Garden Hallで開催された。
6月21日、FRUITS ZIPPERの松本かれんとユニット『PiKi』を結成した。
7月25日、体調不良のため同月末までイベントを欠席することを発表した。

## 人物
辛い時期にアイドルに救われた経験から｢自分も誰かを救えるような存在になりたい｣と思い、アイドルを目指すようになった。特に｢私は私｣｢自分らしく｣と歌うITZYの楽曲『DALLA DALLA』を心の支えとして当時よく聴いており、その強さに惹かれて憧れたと語っている。
特技は長時間睡眠で、16〜17時間寝ることができる。
座右の銘は｢つよくやさしく美しく｣(『Go!プリンセスプリキュア』より)。
『PRODUCE 101 JAPAN THE GIRLS』出演中、出席日数が足りなくなったため、通っていた高校を3年生で退学した。その後、卒業資格を取るために通信制高校に通い、2025年3月に卒業した。
CUTIE STREETでのメンバーカラーはピンク。
『PRODUCE 101 JAPAN THE GIRLS』出演時にも、好きな色としてピンクを挙げている。

## 出演

### テレビ番組
- 世界まる見え!テレビ特捜部 (2024年11月4日、日本テレビ)[28]
- 超無敵クラス (2024年12月15日、日本テレビ)[29]
- いっとこ！みんテレ (2025年1月11日、UHB 北海道文化放送)[30]
- サタブラ (2025年1月25日、HBC 北海道放送)[31]
- どうみん手作りクイズ179Q (2025年1月31日・2月14日、NHK北海道)[32]
- ハマダ歌謡祭 (2025年2月21日、TBSテレビ)[33]
- 奇跡体験！アンビリバボー (2025年3月19日、フジテレビ)[34]

### イベント
- 超十代 -ULTRA TEENS FES- 2024@TOKYO (2024年3月28日、渋谷ヒカリエホール)[35]
- KANSAI COLLECTION 2024 AUTUMN＆WINTER (2024年8月1日、京セラドーム大阪)[36]
- LARME fes vol.1 (2024年10月5日、Toyosu PIT)[37][38]
- 超十代 -ULTRA TEENS FES- 2025 10th Anniversary presented by docomo (2025年3月26日、国立代々木競技場第一体育館)[39]

## 書籍

### 雑誌
- LARME (2024年3月18日 - ) - レギュラーモデル
- non-no (2024年10月19日) - ｢名言から選ぶ20歳のマンガ大賞2024｣[40]

## 楽曲

### 『PRODUCE 101 JAPAN THE GIRLS』参加楽曲
| 配信日         | タイトル                          | 担当パート    | 備考                                                            | リンク |
| -------------- | --------------------------------- | ------------- | --------------------------------------------------------------- | ------ |
| 2023年9月3日   | LEAP HIGH! 〜明日へ、めいっぱい〜 |               | 2024年2月7日発売のアルバム『PRODUCE 101 JAPAN THE GIRLS』に収録 | [ 41 ] |
| 2023年12月1日  | AtoZ                              | サブボーカル5 | 2024年2月7日発売のアルバム『PRODUCE 101 JAPAN THE GIRLS』に収録 | [ 42 ] |
| 2023年12月17日 | CHOPPY CHOPPY                     | サブボーカル5 | 2024年2月7日発売のアルバム『PRODUCE 101 JAPAN THE GIRLS』に収録 | [ 43 ] |
| 2023年12月17日 | FLY UP SO HIGH                    |               | 2024年2月7日発売のアルバム『PRODUCE 101 JAPAN THE GIRLS』に収録 | [ 43 ] |